# Брејдентон Бич (Флорида)
Брејдентон Бич (енгл. Bradenton Beach) град је у америчкој савезној држави Флорида. По попису становништва из 2010. у њему је живело 1.171 становника.

## Демографија
Према попису становништва из 2010. у граду је живело 1.171 становника, што је 311 (21,0%) становника мање него 2000. године.
| Група             | 2000.         | 2010.         |
| Белци             | 1.437 (97,0%) | 1.095 (93,5%) |
| Афроамериканци    | 4 (0,3%)      | 17 (1,5%)     |
| Азијати           | 2 (0,1%)      | 10 (0,9%)     |
| Хиспаноамериканци | 25 (1,7%)     | 32 (2,7%)     |
| Укупно            | 1.482         | 1.171         |